# Bild-Erotik-Bibliothek
Die Bild-Erotik-Bibliothek ist ein Projekt der Axel Springer AG mit der Verlagsgruppe Random House, in dem 2006 neun Klassiker der erotischen Weltliteratur vorgestellt wurden. Die Bücher erschienen im Heyne Verlag.
Für die Veröffentlichung ausgewählt wurden Einzelwerke, die in der Vergangenheit teilweise verboten oder indiziert waren. In mehreren Fällen wurden die Werke von prominenten Autoren ihrer Zeit unter Pseudonym veröffentlicht.
Der Inhalt der Werke wurde teilweise gekürzt. Entsprechende Hinweise fanden sich weder auf den betroffenen Einzelbänden, noch wurden sie durch die Verlage kommuniziert.
Drei Titel der neunbändigen Reihe zählen zur sadomasochistischen Literatur, neben dem Starttitel Verbotenes Verlangen (Exit to Eden) von Anne Rampling (Pseudonym der amerikanischen Erfolgsautorin Anne Rice) außerdem der sadomasochistische Klassiker Geschichte der O von Pauline Réage (Pseudonym der französischen Autorin Anne Cécile Desclos) und der Roman Brennende Fesseln von Laura Reese.
Nachdem diese Literaturgattung bis heute heftig umstritten ist, wird sie in der Bild-Reihe zur Basis einer auf kommerziellen Erfolg zielenden professionellen Marketingkampagne.
Der Band Geschichte der O wurde im März 2007 indiziert. Noch bevor die bereits 1967 und 1982 für andere Ausgaben ausgesprochene Indizierung wieder in Kraft trat, zog der Verlag das Buch vor der Entscheidung der Bundesprüfstelle für jugendgefährdende Medien zurück.
Die Reihe umfasst im Einzelnen die Bände:
- Anne Rampling, Verbotenes Verlangen (Exit to Eden), ISBN 3-453-69908-4
- Catherine Millet, Das sexuelle Leben der Catherine M. (La vie sexuelle de Catherine M.), ISBN 3-453-69904-1
- Marie Gray, Perlen der Lust (Stories to make you Blush), ISBN 3-453-69906-8
- Pauline Réage, Geschichte der O (Histoire d’O), ISBN 3-453-69907-6, indiziert[1]
- Linda Jaivin, Haut und Haar (Eat me), ISBN 3-453-69900-9
- Laura Reese, Brennende Fesseln (Topping from Below), ISBN 3-453-69903-3
- Anaïs Nin, Die verborgenen Früchte (Little Birds), ISBN 3-453-69905-X
- José Pierre, Thérèse oder Wenn die Kastanienbäume blühen (Qu’est-ce que Thérèse? C’est les marronniers en fleurs), ISBN 3-453-69901-7
- Anne-Marie Villefranche, Der Liebesreigen (Plaisirs d’ Amour), ISBN 3-453-69902-5

Die Werke wurden in Einzelausgaben der BILD ausführlich vorgestellt, hierbei wurde der sadomasochistische Kontext nicht explizit erwähnt, sondern umschrieben.